# Fityeház
Fityeház là một thị trấn thuộc hạt Zala, Hungary. Thị trấn này có diện tích 6,5 km², dân số năm 2010 là 670 người, mật độ 103 người/km².